# Buceros
A Buceros a madarak osztályába, a szarvascsőrűmadár-alakúak (Bucerotiformes) rendjébe és a szarvascsőrűmadár-félék (Bucerotidae) családjába tartozó nem.

## Rendszerezésük
A nemet Carl von Linné svéd természettudós írta le 1758 az alábbi fajok tartoznak ide:
- tűzvörös szarvascsőrű vagy filippin szarvascsőrű (Buceros hydrocorax)
- nagy szarvascsőrűmadár vagy homrai (Buceros bicornis)
- orrszarvú madár vagy kalao (Buceros rhinoceros)

Áthelyezve:
- kalapácsfejű szarvascsőrű (Buceros vigil) vagy (Rhinoplax vigil)